# Mannlicher M1890
Mannlicher M1890 — магазинный карабин с продольно-скользящим затвором и пачечным заряжанием, разработанный Фердинандом Манлихером для кавалерии Австро-Венгрии и принятый на вооружение в 1890 году.

## Конструкция

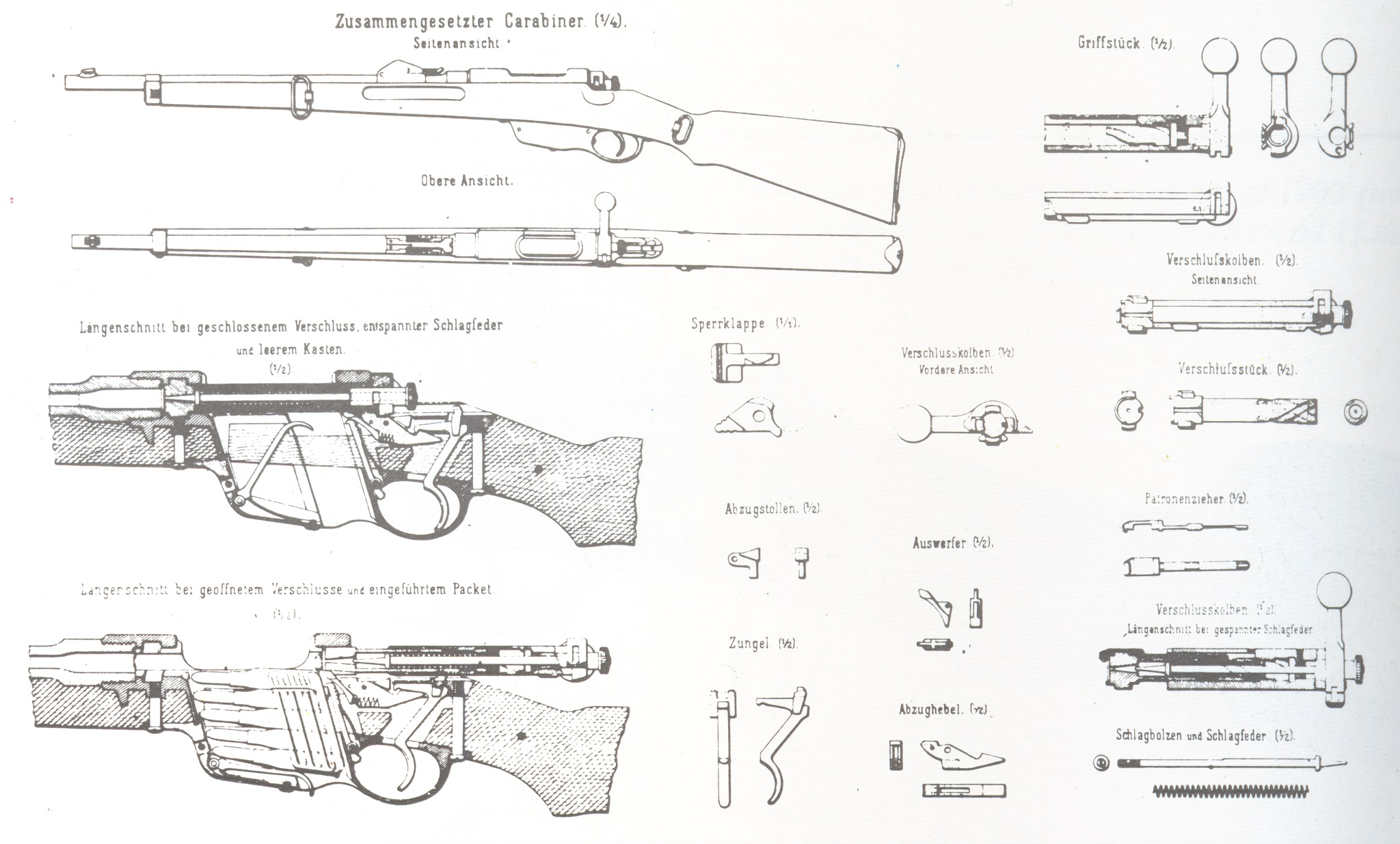
Устройство M1890

Для M1890 характерны главные особенности винтовок Манлихера: боепитание с использованием патронных пачек и продольно-скользящий затвор с прямым ходом при перезарядке. Но в отличие от более ранних винтовок M1886 и M1888, в M1890 использовался поворотный затвор: поворот личинки затвора на 90° для запирания ствола осуществлялся за счёт специальных спиральных канавок на его стебле. Фактически, Фердинанд Манлихер использовал схему запирания, впервые предложенную им в опытной винтовке M1884, которую австро-венгерское военное командование ранее сочло слишком сложной для принятия на вооружение. Основное изменение конструкции затвора относительно M1884 свелось к тому, что теперь боевые упоры располагались в передней части затвора. Использование поворотного затвора обеспечивало более надёжное запирание, более надёжное извлечение гильзы и меньшую длину ствольной коробки по сравнению с M1888. Карабин использовал патрон 8 mm M.1890 scharfe Patrone (8 × 52 мм), питание боеприпасами осуществлялось из неотъёмного магазина с использованием патронных пачек. Прицельные приспособления состояли из мушки и секторного (квадрантного) прицела, размеченного на дальность от 500 до 2400 шагов. Ложа выполнялась из ореха.

## Варианты
- Repetier-Carabiner M90
- Extra-Korps-Gewehr M90
- Repetier-Stutzen M90

Перечисленные выше варианты незначительно отличались друг от друга. В основном, отличия сводились к расположению антабок, ложевых колец и используемым штыкам. Так, изначально Extra-Korps-Gewehr и Repetier-Stutzen использовали штык M1888, а для Repetier-Carabiner штык не полагался. Позже, в годы Первой мировой войны, для Repetier-Carabiner был сконструирован штык Ersatz-bajonett с длиной клинка 250мм.

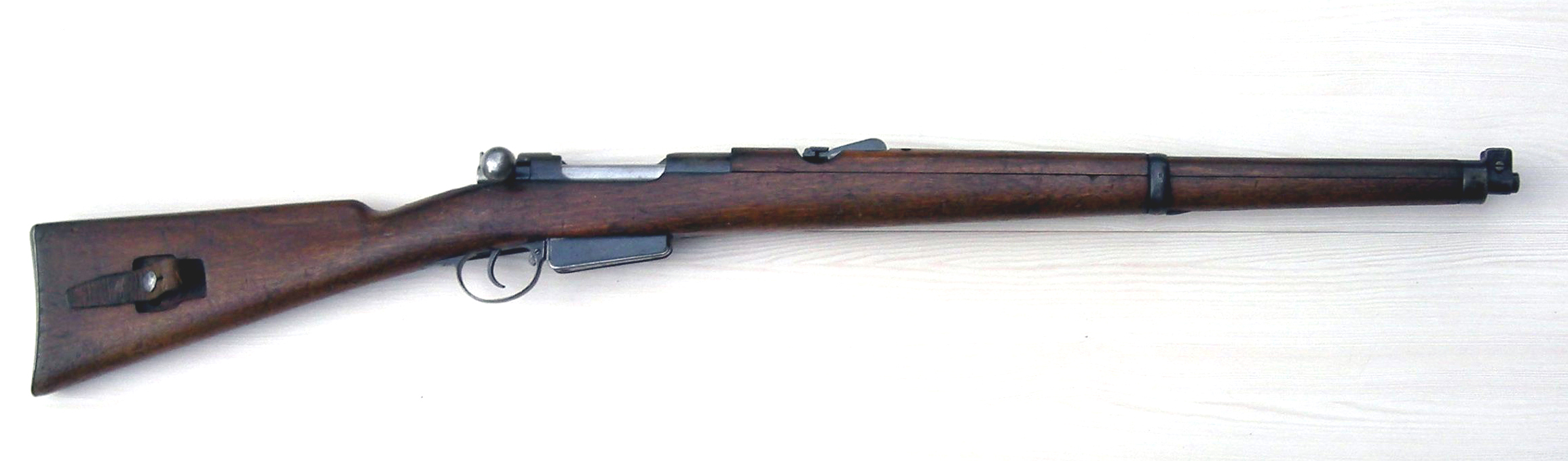
Швейцарский Mannlicher M1893

- M1893[англ.] (Repetier-Carabiner M1893) — производился компанией Schweizerische Industrie Gesellschaft по лицензии ÖWG. Основными отличиями от M1890 являлись используемый патрон  7,5 × 53,5 мм, отъёмный коробчатый магазин на 6 патронов, сконструированный SIG, устройство секторного прицела и более длинная ложа. Было произведено около 7 550 карабинов[2].
- M1890/30 — модернизация, выполненная Österreichische Waffenfabriks-Gesellschaft в 1930—1940 годах. Использовал патрон 8 x 56 мм[12].
- M1890/31 — модернизация, выполненная Fémáru Fegyver és Gépgyár в 1931—1935 годах. Использовал патрон 8 x 56 мм[13].
- M1890/95 — редкая модернизация, выполненная в Итальянской Эфиопии для Королевского корпуса колониальных войск (итал. Forze armate dell'Africa Orientale Italiana, A.O.I.). Представляет собой М90, доработанный с использованием ряда деталей от M1895 (ложа, переднее ложевое кольцо с приливом для штыка, курок)[14]

## Эксплуатанты
- Австро-Венгрия
- Итальянская Эфиопия[14]
- Королевство Сиам[15]
- Румыния: перед Балканскими войнами Румыния закупила около 60 000 M1890 и M1895[3]. Во время Первой мировой войны некоторое количество M1888-90 и M90 были захвачены у войск Болгарии и Австро-Венгрии, другие были предоставлены уже в качестве репараций после войны. Они также использовались во Вторую мировую войну[5].
- Царство Болгария[6][15]
- Швейцария: карабин M1893[2]
- Эмират Афганистан: Партия M90 была заказана эмиром Абдур-Рахманом между 1896 и 1899 годами[16]
- Эфиопская империя[14]